# Gimlet
Le Gimlet est un cocktail classique. Le short drink se compose de deux ingrédients seulement : de gin et de jus de citron vert.

## Histoire
Le Gimlet a été consommé pour la première fois dans la Royal Navy britannique vers la fin du XIXe siècle, mais est resté longtemps insignifiant en dehors de l'Angleterre. Il est ensuite devenu largement connu comme le cocktail préféré du client du détective privé Philip Marlowe, Terry Lennox.
« On s'est assis dans un coin du bar au Victor's et on a bu des Gimlets. "Ils ne savent pas comment les faire" », a-t-il dit. « Ce qu'ils appellent un gimlet ici, c'est juste du jus de citron ou de citron vert avec du gin et un soupçon de sucre et de bière amère. Un vrai gimlet est composé d'une moitié de gin et d'une moitié de jus de citron vert de Rose et rien d'autre. Mais ça bat tous les martinis haut la main » (Raymond Chandler, The Long Goodbye ; ce que Wollschläger traduit ici par « bière amère » est en fait du Angostura bitters).
L'affirmation répandue par certains fabricants de jus de citron vert sur leurs bouteilles, selon laquelle le Gimlet était également le cocktail préféré de l'écrivain Ernest Hemingway, est improbable en raison de son état diabétique et ne peut en aucun cas être étayée. Hemingway buvait même des daiquiris sans sucre.